# Orientolophus
Orientolophus ist eine ausgestorbene Gattung der sehr frühen Unpaarhufer. Ihr Fossilnachweis beruht auf einem einzelnen Oberkieferfragment aus dem nordwestlichen China. Dieses datiert in den Übergang vom Paläozän zum Eozän und ist somit rund 56 Millionen Jahre alt. Die Gattung zählt zu den frühesten Nachweisen der Unpaarhufer. Aus systematischer Sicht ist eine Einordnung in die Entwicklungslinie der heutigen Nashörner und Tapire wahrscheinlich. Die Benennung der Form erfolgte im Jahr 1993, sie basierte jedoch auf einem umfangreicheren Fossilbeleg, der teilweise mehrere Arten einschloss. Heute ist lediglich eine Art anerkannt. 

## Merkmale
Orientolophus ist ein sehr früher Vertreter der Unpaarhufer. Es liegt gegenwärtig nur ein einzelnes Oberkieferfragment vor, das der Gattung zugewiesen werden kann. Dieses enthält neben dem letzten Milchprämolar zusätzlich noch die ersten beiden Molaren. Die Mahlzähne wiesen in Übereinstimmung zu anderen frühen Unpaarhufern eine buckelige (bunodonte) Kauoberfläche mit vier paarig angeordneten Haupthöckern (Para- und Metaconus auf der Zahnwangenseite sowie Hypoconus und Protoconus auf der Zahnzungenseite; bezogen auf die oberen Molaren) auf. Bei Orientolophus hatten die Höcker eine jeweils steil-konische Form. Zusätzlich überragte der Paraconus den Metaconus, während auf der Zahnzungenseite beide Höcker etwa gleich groß waren, generell aber nicht die Höhe der Höcker der Zahnwangenseite erreichten. Zwischen jeweils einem Höckerpaar verliefen Schmelzleisten quer zur Zahnlängsachse so, dass die Zähne einen bilophodonten Charakter (mit zwei Leisten) erhielten. Die Lophodontie war bei Orientolophus stärker ausgebildet als etwa bei Cymbalophus, Sifrhippus und Erihippus, Formen, die mit den frühesten Pferden in Verbindung stehen. Sie erreichte aber nicht den Grad der Ausprägung wie bei Karagalax oder Cambaylophus, welche wiederum in den Tapir-Nashorn-Verwandtschaftskomplex gehören. Daneben gibt es noch einzelne weitere Merkmale an den Mahlzähnen, die Orientolophus von den anderen frühen Unpaarhufern abtrennen. So zeigte der erste Molar einen stärker rechteckigen Umriss als dies beispielsweise von Cymbalophus bekannt ist. Im Vergleich zu Erihippus war der Paraconus deutlicher asymmetrisch geformt mit einer abgeflachteren Hälfte auf der Wangen- und einer aufgeblähteren Hälfte auf der Zungenseite. Zwischen den Haupthöckern einer Leiste bestanden kleinere Nebenhöcker, die der Zahnwangenseite waren dabei verhältnismäßig kleiner als beispielsweise bei den anderen genannten pferdeverwandten Gattungen. Dagegen zeigten sich bei Karagalax oder Cambaylophus verschiedene Nebenhöcker extrem schwach oder gar nicht entwickelt.  Einer der Nebenhöcker, das Paraconul, stand bei Orientolophus darüber hinaus näher am Protoconus als am Paraconus. Zungenseitig kam ein Cingulum, ein niedriger Zahnschmelzwulst, vor, das auf den mittleren Abschnitt des Zahns beschränkt blieb. Abweichend von Cymbalophus war das Cingulum an der Wangenseite des Zahns im Bereich des Paraconus vollständig ausgebildet. Die Länge der beiden vorderen Molaren betrug jeweils 7 mm, die Breite je 8 mm.

## Fossilfunde
Der bisher einzige Fund von Orientolophus, ein kaum verwittertes Oberkieferfragment, kam in der Mitte der 1980er Jahre in der Lingcha-Formation südlich von Lingcha im Hengyang-Becken in der südchinesischen Provinz Hunan zu Tage. Das Hengyang-Becken erstreckt sich über eine Fläche von rund 5200 km² und ist für seinen paläogenen Fossilreichtum bekannt. Die ersten Fossilreste wurden bereits Mitte der 1940er Jahre veröffentlicht, sie galten zu diesem Zeitpunkt als die ältesten Überreste von Säugetieren des südlichen Chinas. Die Funde lagern in den sogenannten Red beds (auch Hengyang Red beds oder Hengyang sandstones genannt), welche großflächig im Hengyang-Becken verbreitet sind. Innerhalb der Sedimentfolge können zwei stratigraphisch voneinander getrennte Faunenhorizonte unterschieden werden: der untere gehört aus geologischer Sicht der Limuping-Formation an und erbrachte neben zahlreichen Reptilien auch Funde der Pantodonta, einem urtümlichen Zweig der Höheren Säugetiere. Der obere wird der Lingcha-Formation zugeordnet, er schließt zahlreiche Säugetiergruppen ein, unter anderem Insektenfresser, Nagetiere, Primaten, Raubtiere, Huftiere und verschiedene ausgestorbene Linien wie die Leptictida oder Cimolesta ein. Nach Isotopenuntersuchungen und Analysen zur Magnetostratigraphie ist für den oberen Fundhorizont eine Stellung im Übergangsbereich vom Paläozän zum Eozän vor rund 56 Millionen Jahren wahrscheinlich (lokalstratigraphisch Bumnabium genannt). Der untere datiert dem gegenüber in das ausgehende Paläozän (lokalstratigraphisch Gashatum genannt).

## Systematik
Orientolophus ist eine Gattung aus der Ordnung der Unpaarhufer. Innerhalb der Ordnung gehört die Gattung einem sehr frühen Zweig an, der mit dem Verwandtschaftskreis der Tapire und Nashörner in Beziehung steht. Die Tapire und Nashörner einschließlich ihrer unmittelbaren (ausgestorbenen) Nahverwandtschaft bilden gemeinsam das höhere Taxon der Ceratomorpha beziehungsweise unter Einschluss der ebenfalls ausgestorbenen Ancylopoda (etwa die Chalicotherien) die Tapiromorpha. Ihm gegenüber stehen die Hippomorpha mit den heutigen Pferden und den ausgestorbenen Brontotheriidae. Orientolophus wird nach heutiger Sicht eher in die Stammgruppe der Ceratomorpha eingestuft mit möglicherweise näheren Beziehungen zu Karagalax und Cambaylophus. Bei beiden handelt es sich um urtümliche, weitgehend aus dem südlichen Asien stammende Tapiromorpha, die einerseits aus der Mami-Khel-Formation im nördlichen Pakistan, andererseits aus der Cambay-Shale-Formation im westlichen Indien belegt sind. Für die Gesteinseinheiten wird jeweils ein untereozäner Ursprung veranschlagt. Eine genauere Zuweisung von Orientolophus zu einer bestimmten Familie erfolgte bisher nicht.
Die Gattung Orientolophus wurde im Jahr 1993 von Ting Suyin wissenschaftlich erstbeschrieben. Die Forscherin benutzte dazu das Fundmaterial aus der Lingcha-Formation in der südchinesischen Provinz Hunan. Als Holotyp (Exemplarnummer IVPP V-5789) fungiert der bisher einzig bekannte Fund, ein Fragment des rechten Oberkiefers mit dem erhaltenen hinteren Milchprämolar und den ersten beiden Molaren. Der Gattungsname leitet sich vom lateinischen Wort orient für „Osten“ oder „Asien“ und vom griechischen Wort λόφος (lophos) für „Hügel“ oder „Kamm“ her. In ihrer Arbeit hatte Ting der Gattung ursprünglich neben dem rechten Oberkieferfragment noch zwei weitere Fossilfunde zugeordnet, jeweils ein linkes Ober- und Unterkieferbruchstück, wobei sie annahm, dass die beiden Maxillenteile einem Individuum angehören. Ein viertel Jahrhundert später schloss eine Forschergruppe um Bai Bin nach einer erneuten Begutachtung des Lingcha-Fundmaterials die beiden linken Kieferfragmente aus Orientolophus aus und beschrieben sie unter der Bezeichnung Erihippus neu. Als Argumente für diesen Schritt wurden abweichende Zahnmerkmale benannt. Erihippus gilt als sehr früher Vertreter der Pferde. Ting selbst sah 1993 Orientolophus als mögliches Mitglied der Isectolophidae an. Hierbei handelt es sich um eine Gruppe urtümlicher Unpaarhufer, die innerhalb der Tapiromorpha den Ceratomorpha (Tapir-Nashorn-Komplex) und den Ancylopoda als Schwestergruppe gegenübersteht, aber als paraphyletisch gilt. Andere Autoren sahen diese Einstufung später kritischer, aufgrund des beschränkten Fossilmaterials wurde Orientolophus je nach Wichtung der Merkmale zu den Tapiromorpha oder den Hippomorpha verwiesen. Allerdings bezogen sich mehrere der vorgenommenen Einschätzungen zur systematischen Position von Orientolophus auch auf die Unterkieferzähne, so dass die Aussagen aus heutiger Sicht als problematisch zu erachten sind. Nach der Neubewertung des Fundmaterials 2018 ordneten Bai und Kollegen die Gattung daher lediglich in der Basisgruppe der Ceratomorpha ein.
Neben dem Gattungsnamen führte Ting 1993 auch die Art O. hengdongensis ein, der Artname bezieht sich auf den Kreis Hengdong, wo die genaue Fundlokalität liegt. Die Forscherin vermutete aber, dass auch Hyracotherium gabuniai, eingeführt 1979 durch Demberelyin Dashzeveg anhand von einigen isolierten Milchzähnen aus der Naran-Bulak-Formation in der südlichen Mongolei, zu Orientolophus gehören könnte, schränkte dies aber aufgrund des geringen Fundmaterials ein. Später stellte sie das ebenfalls von Dashzeveg unter Berufung auf einzelne Zähne kreierte Homogalax namadicus von der gleichen mongolischen Fundstelle ebenfalls zu Orientolophus. Zusätzliche Zahnfunde von der Naran-Bulak-Formation führten dann 2004 zum Verweis der beiden kritischen Arten zu der 2004 neu eingerichteten Gattung Protomoropus, die den Chalicotherien nahe steht. Durch diese Umstrukturierung verblieb nur die Typusart in der Gattung Orientolophus, die zudem nach der Neubewertung des Fundmaterials von der Typuslokalität in der Lingcha-Formation lediglich durch einen Fossilfund repräsentiert wird.